# حسن آل صفر
حسن آل صفر(متولد ۱۳۳۵ در آبادان) مجری تلویزیونی و مفسر ورزشی است او بعد تحصیلات مقدماتی به آمریکا آمد و در ایالات یوتا در دانشگاه weber state مشغول به تحصیل در رشته علوم سیاسی و همزمان سر مربی فوتبال دانشگاه شد. در سال ۱۹۸۳ در تلویزیون و رادیو در لس آنجلس مشغول شد آل صفر، در رسانه‌های مختلف فارسی‌زبان در آمریکا نظیر تلویزیون امید ایران، تلویزیون اندیشه، و تپش برنامه‌های متعدد ورزشی اجرا می‌کرد. وی در سال‌های اخیر دچار بیماری سرطان بود و به دلیل بروز عوارض در ماه‌های گذشته کمتر در مجامع عمومی و صفحه تلویزیون ظاهر می‌شد و سرانجام در شب ۲۳ ژوئن ۲۰۱۶ در آمریکا درگذشت.